# Гастан-Видигал (Сан-Паулу)
Гастан-Видигал (порт. Gastão Vidigal) — муниципалитет в Бразилии, входит в штат Сан-Паулу. Составная часть мезорегиона Сан-Жозе-ду-Риу-Прету. Входит в экономико-статистический микрорегион Аурифлама. Население составляет 3403 человека на 2006 год. Занимает площадь 180,818 км². Плотность населения — 18,8 чел./км².

## История
Город основан 24 июня 1925 года.

## Статистика
- Валовой внутренний продукт на 2003 составляет 30.977.899,00 реалов (данные: Бразильский институт географии и статистики).
- Валовой внутренний продукт на душу населения на 2003 составляет 8.883,83 реалов (данные: Бразильский институт географии и статистики).
- Индекс развития человеческого потенциала на 2000 составляет 0,768 (данные: Программа развития ООН).